# Serp bruna anellada
La serp bruna anellada (Pseudonaja modesta) és una espècie de serp elàpida verinosa endèmica d'una àmplia franja de l'interior d'Austràlia, des de l'oest de Nova Gal·les del Sud i Queensland fins a Austràlia Occidental.

## Taxonomia
Albert Günther la va descriure per primer cop com a Cacophis modesta el 1872, a partir d'exemplars trobats al nord-oest d'Austràlia. El nom específic modesta és l'adjectiu llatí "sense pretensions", "ordenat" o "ben comportat". Tot i ser una serp verionisa, el toxicòleg Struan Sutherland la va considerar com a no perillosa, ja que generalment no mossega a les persones. Mentrestant, Charles Walter De Vis la va anomenar Brachysoma sutherlandi, quan la va trovar al riu Norman al nord-oest de Queensland el 1884, i William Macleay com a Furina ramsayi, en honor a Edward Pierson Ramsay, el 1885 a partir d'uns exemplars a Milparinka al nord-oest de Nova Gal·les del Sud. Tots tres són la mateixa espècie.

## Descripció
Pot arribar a fer fins a 50 cm de llarg, aquesta serp té la part superior de color gris-marró a vermell-marró amb el cap i el coll negra dividits per una banda de color crema, així com de quatre a set bandes negres amb marges de color crema a intervals regulars. Les seves parts inferiors són de color crema a groc amb taques de taronja. Les bandes fosques superiors poden esvair-se notablement amb l'edat. El seu color i marques, especialment el seu cap negre i la banda del coll, s'assemblen a la juvenil de la serp bruna oriental.
La serp bruna anellada es troba a les regions àrides de l'interior d'Austràlia (excepte a Victòria). Viu en arbustos o prats àrids, on s'amaga en triodia o sota fusta caiguda.
Una nena va ser mossegada per aquesta espècie l'any 1987, va patir símptomes sistèmics lleus. No es va registrar cap coagulopatia.